# Muntele Sokol
Muntele Sokol (în germană Falkenberg) este un munte cu altitudinea de 592 m deasupra n.m. care are pe vârf ruina istorică a cetății „Starý Falkenburk” (Alte Falkenburg). Muntele este situat în partea de nord a Cehiei și face parte din masivul „Lužické hory” („Lausitzer Gebirge” sau Munții Lausitz).